# 親韓
| 調査対象国     | 肯定 | 否定 | どちらでもない | 肯定-否定 |
| -------------- | ---- | ---- | -------------- | --------- |
| 中国           | 25%  | 71%  | 2              | −46       |
| ドイツ         | 11%  | 32%  | 57             | −21       |
| スペイン       | 24%  | 42%  | 34             | −18       |
| ブラジル       | 36%  | 46%  | 18             | −10       |
| メキシコ       | 36%  | 42%  | 22             | −6        |
| ギリシャ       | 24%  | 29%  | 47             | −5        |
| パキスタン     | 19%  | 22%  | 59             | −3        |
| インド         | 27%  | 28%  | 45             | −1        |
| ペルー         | 37%  | 37%  | 26             | 0         |
| ケニア         | 34%  | 34%  | 32             | 0         |
| フランス       | 45%  | 44%  | 11             | 1         |
| トルコ         | 39%  | 33%  | 28             | 6         |
| ナイジェリア   | 44%  | 34%  | 22             | 10        |
| カナダ         | 47%  | 36%  | 17             | 11        |
| イギリス       | 52%  | 40%  | 8              | 12        |
| ロシア         | 32%  | 20%  | 48             | 12        |
| インドネシア   | 37%  | 23%  | 40             | 14        |
| アメリカ合衆国 | 51%  | 33%  | 16             | 18        |
| オーストラリア | 61%  | 24%  | 15             | 37        |

| 調査対象国     | 肯定 | 否定 | どちらでもない | 肯定-否定 |
| -------------- | ---- | ---- | -------------- | --------- |
| ドイツ         | 24%  | 59%  | 17             | -35       |
| スペイン       | 21%  | 50%  | 29             | -29       |
| 日本           | 13%  | 37%  | 50             | -24       |
| メキシコ       | 22%  | 41%  | 37             | -19       |
| チリ           | 21%  | 40%  | 39             | -19       |
| イスラエル     | 11%  | 25%  | 64             | -14       |
| ブラジル       | 32%  | 41%  | 27             | -9        |
| フランス       | 42%  | 46%  | 12             | -4        |
| ペルー         | 32%  | 35%  | 33             | -3        |
| イギリス       | 45%  | 45%  | 10             | 0         |
| インド         | 30%  | 23%  | 47             | 7         |
| ケニア         | 36%  | 28%  | 36             | 8         |
| 中国           | 40%  | 32%  | 28             | 8         |
| パキスタン     | 31%  | 23%  | 46             | 8         |
| カナダ         | 48%  | 39%  | 13             | 9         |
| ナイジェリア   | 46%  | 36%  | 18             | 10        |
| ロシア         | 35%  | 23%  | 42             | 12        |
| トルコ         | 38%  | 22%  | 40             | 18        |
| インドネシア   | 48%  | 27%  | 25             | 21        |
| アメリカ       | 55%  | 34%  | 11             | 21        |
| オーストラリア | 62%  | 27%  | 11             | 35        |
| 韓国           | 68%  | 26%  | 6              | 42        |
| ガーナ         | 63%  | 16%  | 21             | 47        |

親韓（しんかん、英: Pro-South Korean）とは、大韓民国に好意的な立場を指す。対義語は嫌韓・反韓。日本では、第二次世界大戦末期以前から日本統治時代体験していた韓国人達が国内の多数占めて日本統治時代の実情を知っていた時代、さらに反共を韓国政府と韓国国内世論が最優先していた時代の前後、民族主義的な教科書など非実体験でしか日本統治時代を知らない人が韓国社会を動かすようになった前後でこの立場をとる人々の政治思想が大きく異なる。韓国で反日の優先度・卑日が強まるにつれて、日本の右派・左派で親韓・反韓の割合が逆転している。

## 冷戦時代の右派による親韓
親米保守派は、韓国も日本と同じ米国側の資本主義（西側諸国）の国であることから北朝鮮より韓国を朝鮮半島唯一の国家として支持する親韓のスタンスを取っていた。
岸信介、福田赳夫などが大きな存在感をもち、政界に限らず日本の政界と韓国軍事政権とは緊密な関係を保っており、日韓基本条約締結以後は独立祝金や企業による技術移転や多額の政府間経済協力（ODA、円借款）も行なわれていた。現在の韓国の主要な産業が海運、造船、自動車、電子、機械、製鉄など金融以外の日本の産業と酷似しているのはそのためである。また、当時の日本の右派陣営は韓国の政権との協調を優先した。朝鮮総連が派遣した在日韓国人によって、暗殺事件がおきるなど在日北朝鮮支持者らが日韓の仲を裂こうとする言動が相次いだ。当時の日本の左派陣営は韓国には否定的で北朝鮮に非常に好意的だった（拉致問題以後の現在でも韓国よりも北朝鮮に好意的なままの左派は存在する）。日本の左派は「韓国を支配しているのは朴正煕の軍事独裁政権であり、日本や米国の支配層と癒着して民衆を抑圧している」と主張し、北朝鮮こそ朝鮮半島の正統国家として金日成独裁を地上の楽園と言うまでに全面支持してい た。

## 韓国民主化以後の左派による親韓
韓国が民主化されると日本の左派陣営は韓国に対する否定的な見解は少なくなった。さらに2002年の拉致問題への日本国内主流世論確定以後さえも北朝鮮に好意的な言動を示すことによって、親北思想を維持する極左より圧倒的に多い支持層の中道左派の反発を恐れて好意を表だって出来くなった分、一部の拉致被害者帰還以後は韓国に特に心を置いている。これは、軍事政権崩壊による反動で民主化後の韓国で政権与党になったのが、新千年民主党（金大中）、ウリ党（盧武鉉）、共に民主党（文在寅）など主に中道左派政党であったのも影響している。
下記のように共産党、社民党、旧民主党は党として親韓の言動をすることがある。特に旧民主党に関しては党内の左右を問わず親韓的な傾向が強かったが、旧社会党系と旧民社党系では背景が異なり、後者は冷戦時代の反共主義に由来するものであった。公明党は2009年から2012年までのように自民党が野党になって連立として協議や配慮をしなくてよくなると態度が変わって他の左派政党と今度は協調して同じ言動を下記のように積極的にし始める。
- 福島瑞穂議員は国会議員当選前の弁護士時代から慰安婦問題に積極的に取り組んでいる。アジア太平洋戦争韓国人犠牲者補償請求事件を担当した弁護士の一人であり、慰安婦問題については早期から、問題の周知に大きな役割を担った[11]。高木健一らと共に韓国で賠償訴訟の原告となる元慰安婦を募集し[12]、慰安婦募集の強制性を認めた1993年(平成5年)8月の河野談話の根拠となった日本政府による韓国での元慰安婦16人の聞き取り調査にオブザーバー参加したことが報じられている[13]。
- 1992年8月にソウルのYMCA会館で開かれた『アジア連帯会議』は、松井やよりと福島瑞穂が仕切っていた。元慰安婦の女性たちは会議の席上、事前に日本人と韓国人のスタッフから指導された通りに、自身の悲劇的な体験と語り、日本政府を非難した。台湾人の元慰安婦が日本兵に優しくしてもらったことを話し出すと、松井や福島が慌てて発言を遮ろうとしたという。タイ人の女性が「日本の軍隊ばかり叩くな！」、「イギリス兵はもっと悪いことをした」と異論を述べた際も、松井や福島が抑え込んだ[14]。
- 2002年7月18日、参議院内閣委員会で民主党・共産党・社民党3党で共同提出された｢戦時性的強制被害者問題解決促進法案｣について、岡崎トミ子議員は提案者を代表して趣旨説明を行った[15]。また、23日の審議には、慰安婦に名乗りを挙げている宋神道の書いた手紙をそのまま読み上げ、日本政府を糾弾した[16]。
- 2003年2月に岡崎トミ子議員は韓国への海外視察の際、元慰安婦と称する関係者が毎週水曜日に個人補償を求めて行う抗議行動（通称水曜デモ）に国会議員の立場として参加し、日本の国旗にバツ印がついたプラカードの前で、こぶしを突き上げながら、在大韓民国日本国大使館にて行われている反日デモを応援した。これについて、2010年10月14日に参議院予算委員会において西田昌司から「（岡崎の活動は）日本人の血税を使って日本（の慰安婦）でなく外国人のみお金を渡そうとする行動」「自国の利益を排して外国のために働く。これは売国という。辞書でもそう書いてある」「国会議員としての資格はない。直ちに辞めるべき」と批判された[17]。
- 2004年3月18日の内閣委員会で、神本美恵子議員はサンフランシスコ平和条約や日韓基本条約の交渉において、慰安婦の存在を政府が認識していなかったことを糾弾し、慰安婦を称する女性たちが求める法的解決を実現するように求めた[18]。
- 2004年12月3日に岡崎トミ子民主党副代表と神本美恵子は「被害者とともに『戦時性的強制被害者問題解決促進法案』の早期成立を求める集い」に参加[19]。
- 2004年12月3日、神本美恵子議員は岡崎トミ子議員と共に李容洙を参議院副議長の角田義一や官房長官の細田博之議員に引き合わせ、李に対する謝罪を実現させた[20]。
- 2007年2月21日にマイク・ホンダがアメリカ合衆国下院121号決議を成立させる動きに連動し、米議会の公聴会で慰安婦を名乗り証言した李容洙を招いて開催した集会にて円より子議員は「現在、『促進法案（戦時性的強制被害者問題解決促進法案）』が（審議されず）吊るしっぱなしになっている。法案を通過させ被害者の名誉を回復したい。そのために通常国会で審議されるよう努力していく」と述べた。岡崎トミ子議員は『（被害者の証言は）日本の国会がすべきこと。米国で先に実現し恥ずかしく思う。日本がアジアで尊敬される国になるには戦争加害責任をきちんととって周辺の国々と友好を深めていかなければならない』と述べた。参加者は民主党の郡和子（衆）、岡崎トミ子（参）、円より子（参）、千葉景子（参）、江田五月（参）、那谷屋正義。社民党の福島みずほ（参）、日本共産党の吉川春子（参）。集会後は、浅野勝人副大臣と李容洙を引き合わせて、促進法案の早期成立を求めた[21]。
- 2007年8月14日、土肥隆一は日韓キリスト教議員連盟の日本側代表として「2007釜山−板門店−平壌（PPP）十字架大行進」に参加し、「日本人は天皇を現人神とする偶像崇拝の罪を犯し、韓国人にも偶像崇拝を強要しただけでなく、植民地や占領地に神社や神宮を立て参拝を強要した。過去を振り返り、われわれ日本人が犯した罪を主の名の下に告白し、謝罪する」と日本人への許しを請うが、韓国の金泳鎮元農林部長官らは「許しは被害者が加害者に与えられる最高の贈り物。祖先が受けた苦痛の記憶を忘れてはならないが、われわれがキリストの十字架精神をみせるとき、韓国と日本は本当に近い国になれるだろう」と述べるにとどまった[22]。
- 紙智子議員は2008年1月8日にマイク・ホンダが来日したとき、江田五月・神本美恵子・水岡俊一・仁比聡平と一緒にホンダが慰安婦問題に関して日本政府に公式な謝罪を要求するアメリカ合衆国下院121号決議の提出を主導し、下院で議決させたことに対し、謝意を表明した。これに対しホンダは「従軍慰安婦の問題で日本人に罪を認めさせるのは、とても難しい課題だが、みなさんとセイムなハート（同じ気持ち）だ」と応じた[23]。
- 2008年6月10日、神本美恵子議員は戦時性的強制被害者問題解決促進法案を参議院へ提出[24]。
- 2008年8月11日、神本美恵子議員は福岡市のカトリック教会で開催されたシンポジウム「アメリカ議会決議1周年を迎えて　『慰安婦』問題の解決へ向けいま私たちができること」に参加し、「戦時性的強制被害者問題解決促進法案」への賛同を訴えた[25]。
- 2009年1月に在日本大韓民国民団の新年会に出席し志位和夫委員長は緒方靖夫副委員長（国際局長）、小池晃参院議員（政策委員長）、井上哲士参院議員と共に「歴史の真実を日韓での共有が友好の基礎であり、日本共産党はそうした立場で活動しています」と述べ、地方参政権については、「日本共産党は永住外国人に選挙権だけでなく被選挙権も付与する立場でがんばっています」と述べ、一日も早い立法のために努力すると約束した。あいさつ最初と最後を韓国語で締めた。永住外国人には（地方参政権において）選挙権だけでなく被選挙権も与えるべきと[26]在日本大韓民国民団の新年会に出席した際に述べた[27]。
- 2009年5月31日、円より子・白眞勲・塩川鉄也・有田芳生・魚住裕一郎議員らは「永住外国人に地方参政権を!5・31集会」に参加し、外国人参政権付与を訴えた[28]。
- 2009年11月26日、東京・永田町の衆議院第1議員会館で、在日本大韓民国青年会や在日本大韓民国民団が主催する「永住外国人の地方参政権法案の早期立法化を求める11・26緊急院内集会」に、末松義規・小川敏夫・渡辺浩一郎・手塚仁雄・初鹿明博・白眞勲・鰐淵洋子・魚住裕一郎・近藤正道・笠井亮は参加し、在日外国人の参政権法案を早期に成立させる決意表明をした[29]。
- 2009年11月28日、日韓キリスト教議員連盟の日本側会長として土肥隆一議員は韓国側会長の民主党・金泳鎮議員と共に韓国の国会で記者会見し、「バラク・オバマ米大統領が日本訪問の際、天皇に丁寧なお辞儀をしたのは、日本の右傾化を助長し、韓国及び東アジアの国民に苦痛を与えた行動である」と述べた。更に、「オバマ大統領はこの行為を謝罪し、立場を表明しなければならない」として、日韓両国議員連名でオバマ大統領に公開書簡を送ることを発表した[30]。
- 千葉景子法務大臣は特例による金賢姫元死刑囚の入国を許可した。日本の入管法5条4号は、日本への上陸拒否事由として「日本国又は日本国以外の国の法令に違反して、一年以上の懲役若しくは禁錮又はこれらに相当する刑に処せられたことのある者」を掲げている。1987年（昭和62年）の大韓航空機爆破事件の実行犯の一人である金賢姫は、日本の偽造パスポートを使用・行使し、テロを実行・完遂している。そのため、日本の公文書偽造罪・旅券法違反に当たる他、韓国において死刑判決を受けており、この上陸拒否事由に該当する。しかも、日本国外に居た為に、刑法の規定により公訴時効は停止したままである。しかし、2010年（平成22年）7月20日、拉致被害者田口八重子に関する情報を、北朝鮮の工作員であった金から聞き出すという名目で、金が来日する際に上陸の可否が問題となった。千葉景子法務大臣は超法規的処置として金の入国を認めた[31]。
- 2010年10月7日、衆議院第2議員会館で開催された「韓国・朝鮮の遺族とともに遺骨問題の解決へ全国連絡会（代表：上杉聰）」に藤谷光信・今野東・相原久美子・白眞勲・服部良一と共に参加し、「（日本国は朝鮮半島に対する植民地支配の）責任を認め、（問題解決の）早期実現に全力でとりくむ」ことを求める決議を採択する[32]。
- 2011年2月25日、笠井亮議員は衆議院第1議員会館で土肥隆一・今野東・石毛鍈子・阿部知子らと、韓国の国会人権フォーラム代表の黄祐呂議員らと協議会を開催。被害を受けたとする韓国人原告の側に立ち日本政府に責任を問う訴訟を行ってきた高木健一弁護士が主導したサハリン残留韓国人の補償と支援に向け、日韓の企業と政府が一定の基金を出し合い、財団を設立する案に合意した[33][34]。
- 2011年の4月29日に日韓図書協定に関連した図書の引渡しに関して韓国の朝鮮日報は、日本共産党の笠井亮衆院議員が2007年から奔走していたことを伝えている。笠井は「朝鮮王室儀軌」引き渡しに奔走した日本の主役として「今回返還されるものは日本政府が当然返還しなければならない」と述べており、朝鮮王室儀軌が持ち出されたのは日本共産党創立の年でもある1922年ということで「帝国主義戦争と植民地支配に反対して結成された共産党が、儀軌返還の主役になろうと決心した」と語った。さらに笠井議員は「日本と韓国は文化的・経済的に家族のような存在。日本が反省してこそ、新たな関係に発展させることができる」と述べている[35]。
- 2011年5月13日に「儀軌」を含む朝鮮半島由来の図書1205冊を韓国側に引き渡す (日韓図書協定」が4月28日に衆議院本会議で可決したことで参議院でも可決されれば、6月までに返還されることを受けて、韓国市民団体「朝鮮王朝還収委員会」が東京で返還実現を記念するレセプションを開き日朝協会の渡辺貢会長ら返還のために努力した日韓の功労者に感謝の記念品を贈呈した。日本の国会議員では、日本共産党からは尽力した副委員長（元参院議員）の緒方靖夫と笠井亮、民主党の石毛鍈子、社民党の服部良一の衆院議員らが表彰された。日本共産党からは、二人以外に井上哲士、穀田恵二、山下芳生が出席した。
- 2012年10月20日に笠井亮議員は京畿道広州市ナヌムの家を李氏朝鮮時代の文化財の返還問題で交流してきた李源（イ・ウォン）ともに訪問した。元慰安婦を称する韓国人6人に対して「6人が生きている間に、日本政府の謝罪と賠償が行われるよう努力する」と表明した。笠井の訪問はナヌムの家からの招待によるもので日本の全国会議員に招待状を送ったものの実際に訪問したのは笠井が初めてだった。笠井は「過去の植民地支配への根本的反省と清算が、苦しみと悲しみにこたえる道で日韓関係の諸問題の解決につながる」と語った[36]。
- 2013年4月25日、「『高校無償化』制度の朝鮮学校への即時適用と補助金復活を求める院内集会」に社民党幹事長の又市征治参院議員、社民党政策審議会長の吉田忠智参院議員、民主党の江崎孝参院議員、民主党の有田芳生参議院議員、田城郁参議院議員、社民党の吉川元衆院議員、日本未来の党の阿部知子参院議員らが参加し朝鮮学校に「無償化」をこれからも働きかけることを表明した。
- 2013年12月18日～20日 戦後補償を考える議員連盟の事務局長として江田五月は岡崎トミ子らと訪韓。韓国女性家族部の趙允旋（チョ・ユンソン）長官と面談し、「河野談話」「村山談話」には根拠があるとの見方を提示した[37]。

## 韓国民主化以後の右派による韓国批判
日本の保守派議員は冷戦時代はソ連・中国・北朝鮮など反共の防波堤として基本的に親韓であったが、
韓国の民主化や冷戦の終結により日本を貶めて快哉を叫ぶ韓国の国民的運動など反日・卑日の韓国の実態が知られると、韓国へ距離を置いたり批判することが目立つようになった。保守系団体や右翼団体では反韓国のスローガン（比較的友好だった時代は棚上げされていた竹島奪還や在日特権廃止など）を掲げる団体も発生した。
在韓30年以上の黒田勝弘産経新聞ソウル駐在客員論説委員は、朴槿恵大統領に対する名誉毀損で韓国検察当局が産経新聞ソウル支局長を起訴したことについて「韓国で軍人政権時代が終わって言論の自由のある民主化以後に日本のメディアが法廷に立たされるのはこれが2件目である。そしてその１件目は金泳三政権の1993年にフジテレビ・ソウル支局長が逮捕、起訴されているが、いずれも本来は保守・親韓的だったフジサンケイグループが韓国の法的処罰の対象にされるというのは皮肉である」としている。
しかし、2014年の日韓関係の時でさえセヌリ党、統一教会及びその関連団体の国際勝共連合・世界平和女性連合など、韓国の政治家や宗教団体との関係が深い保守系議員も少ないが存在している（野田毅、河村建夫、谷川弥一ら）。特異な例として次世代の党の田沼隆志は、歴史問題等での反韓国のスタンスの一方、統一教会主催のイベント「グローバル・ユース・フェスティバル2014」に来賓として参加し挨拶を行うなど統一教会への友好的な態度を示している。